# Algars
Der Algars (katalanisch: Riu d’Algars) ist ein rechtsseitiger Nebenfluss des Rio Matarraña (katalanisch: Riu Matarranya) im Stromgebiet des Ebro im Nordosten Spaniens.

## Geografie
Der Algars entspringt östlich von Beceite noch in der Provinz Tarragona an den Hängen der Ports de Tortosa-Beseit unterhalb des Mont Caro und bildet schon nach kurzem Lauf die Grenze zwischen Aragón und Katalonien und zugleich den Comarcas Terra Alta und Matarraña, die er erst einige Kilometer vor seiner Mündung wieder verlässt, verläuft an Arnes, Lledó und Arens de Lledó vorbei, im letzten Abschnitt auf aragonesischem Gebiet in der Franja de Aragón, und mündet bei Nonaspe in den Matarraña.

## Zuflüsse
Die Zuflüsse des Algars sind außer den Quellbächen unbedeutend. Zu nennen ist allenfalls der Riu d’Estrets als rechtsseitiger Zufluss oberhalb von Lledó.

## Fauna
Der Fluss ragt durch seine Population an Fischottern heraus.

## Bilder

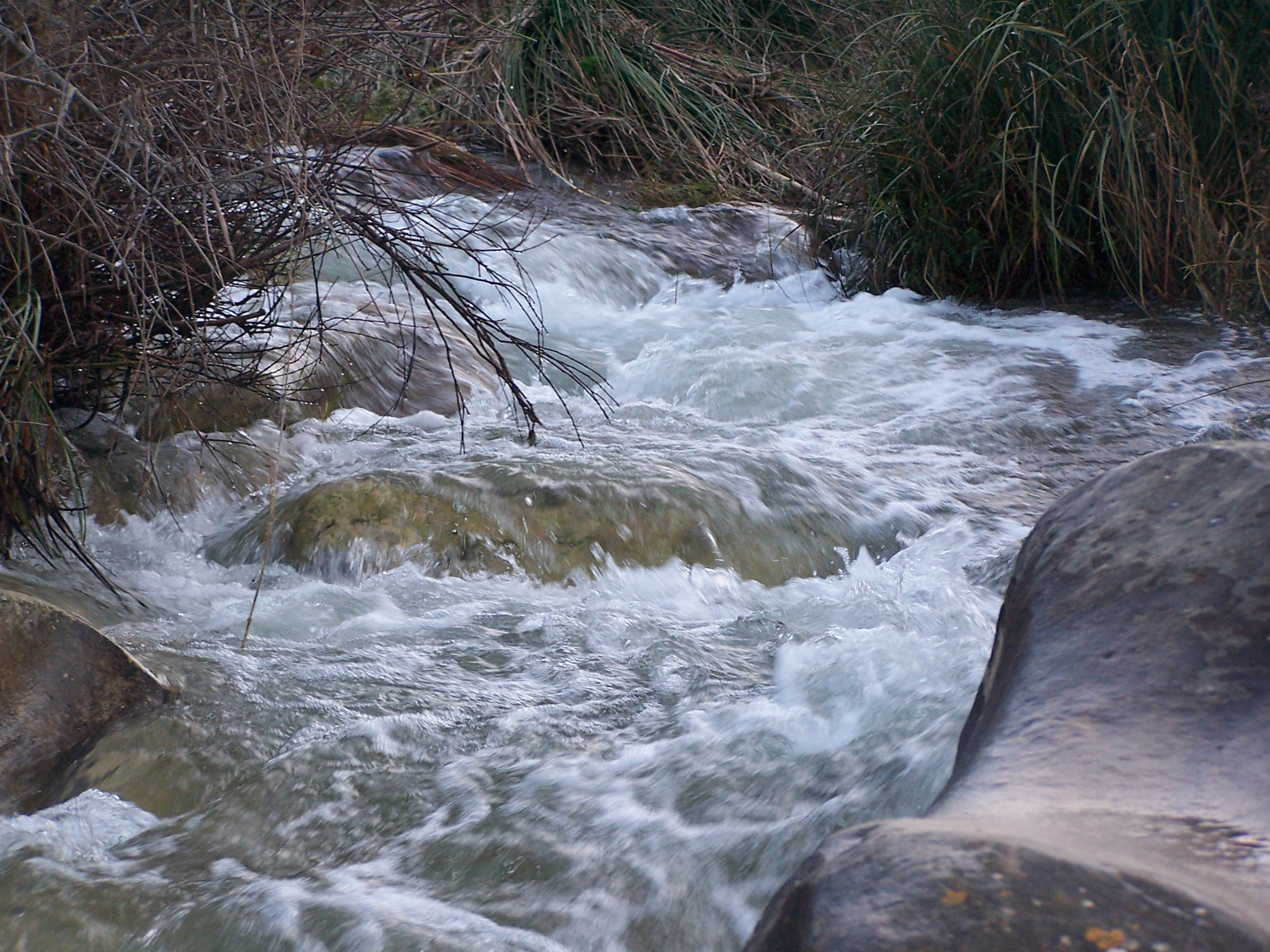
Der Algars bei Arens de Lledó
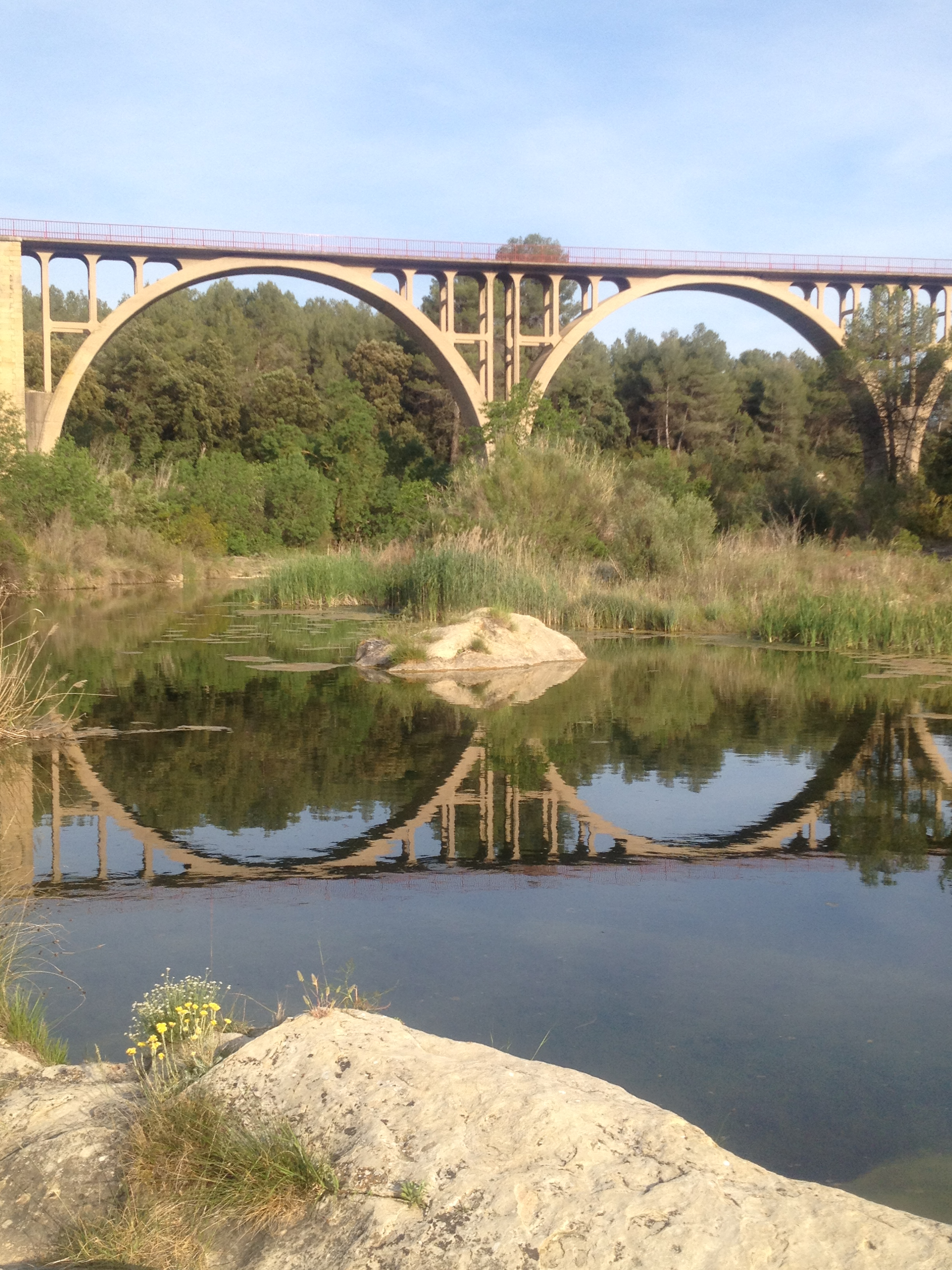
Brücke (frühere Eisenbahnbrücke) über den Algars